# Wampusirpi
Wampusirpi (betekenis: "Kleine beek") is een gemeente (gemeentecode 0905) in het departement Gracias a Dios (La Mosquitia) in Honduras.
Het grondgebied van de gemeente is voor 70% onbewoond. De bevolking bestaat uit Miskito, Tawahka, Pech en Ladino's. Zij voorzien in hun onderhoud door ambachtelijke visserij en traditionele landbouw.
Door de gemeente stromen de rivieren Patuca, Warunta en Siksilingni. Zij vormen de belangrijkste vervoersaders van het gebied, want wegen zijn schaars. Delen van de gemeente liggen in het biosfeerreservaat Río Plátano en in het Tawahka-reservaat Asagni.
Wampusirpi is per vliegtuig te bereiken vanaf La Ceiba, varend over de Patuca vanaf Olancho of vanuit de buurgemeente Ahuas.

## Bevolking
De bevolking is als volgt verdeeld:
| Vrouwen | 2879 | 49% |
| Mannen  | 2994 | 51% |

## Dorpen
De gemeente bestaat uit vijf dorpen (aldea), waarvan de grootste qua inwoneraantal: Wampusirpi (code 090501) en Krausirpi (090502).